# Полночь в саду добра и зла
«Полночь в саду добра и зла» (англ. Midnight in the Garden of Good and Evil) — художественный фильм режиссёра Клинта Иствуда по одноимённому роману Джона Берендта. Роман Берендта основан на реальных событиях.

## Сюжет
Действие происходит в 1980-е годы. В Джорджию, в небольшой город Саванна, приезжает молодой и относительно известный писатель Джон Келсо, чтобы в качестве журналиста сделать репортаж о праздновании Рождества в доме одного из местных нуворишей, Джима Уильямса. Побывав на праздничной вечеринке, он знакомится с несколькими колоритными личностями, у каждой из которых — свои странности. Кроме того, он наблюдает ссору между хозяином дома и Билли Хенсоном, его молодым другом. Утром писатель узнаёт, что Билли Хенсон убит. В убийстве обвиняют Джима Уильямса. Келсо решает написать книгу о произошедшем, остаётся в городе и не только становится свидетелем дальнейших событий, включая расследование дела и судебный процесс, но и пытается самостоятельно расследовать дело.

## В ролях
- Джон Кьюсак — Джон Келсо
- Кевин Спейси — Джим Уильямс
- Джек Томпсон — Сонни Сейлер
- Джуд Лоу — Билли Хенсон
- Леди Шабли — леди Шабли
- Ирма П. Холл — Минерва
- Элисон Иствуд — Мэнди Николлс
- Джеймс Гандольфини — повар в закусочной
- Пол Хипп — Джо Одом
- Ким Хантер — Бэтти Харти
- Джеффри Льюис — Лютер Дриггерс
- Боб Гантон — Финли Ларгент
- Ричард Хёрд — Генри Скерридж
- Коллин Уилкокс — женщина на вечеринке

## Создатели фильма
- Режиссёр: Клинт Иствуд.
- Продюсеры: Клинт Иствуд, Майкл Морер, Том Рукер.
- Сценарий: Джон Берендт, Джон Ли Хэнкок.
- Музыка: Зигги Элман, Ленни Нихаус, Паула Коул.
- Оператор: Джек Н. Грин.